# Roberto Cearense
Roberto Cearense, właśc. Roberto Almeida do Nascimento (ur. 14 stycznia 1959 w Recife) – piłkarz brazylijski, występujący podczas kariery na pozycji napastnika.

## Kariera klubowa
Karierę piłkarską Roberto Cearense rozpoczął w klubie Sport Recife w 1976. W lidze brazylijskiej zadebiutował 16 października 1977 w przegranym 0-1 meczu derbowym z Botafogo João Pessoa. Z Recife zdobył mistrzostwo stanu Pernambuco – Campeonato Pernambucano w 1977. W latach 1978–1979 występował w Portugalii w Rio Ave FC i Maritimo Funchal. W latach 1979–1982 ponownie występował w Sporcie Recife. Ze Sportem zdobył dwa kolejne mistrzostwa stanu Pernambuco. W latach 1982–1983 występował w SC Internacional. Z Internacionalem zdobył mistrzostwo stanu Rio Grande do Sul – Campeonato Gaúcho w 1983.
W latach 1983–1984 występował w Guarani FC, z którego powrócił do rodzinnego Recife do klubu Santa Cruz. Z Santa Cruz zdobył mistrzostwo stanu a indywidualnie Roberto Cearense został królem strzelców ligi stanowej. W Santa Cruz 14 kwietnia 1985 w wygranym 2-1 meczu z Cruzeiro EC Roberto Cearense po raz ostatni wystąpił w lidze. Ogółem w latach 1977–1985 wystąpił w lidze w 79 meczach i strzelił 27 bramki. W następnych latach występował w m.in. Santosie FC, portugalskim Rio Ave FC oraz Remo Belém. Z Remo zdobył mistrzostwo stanu Pará – Campeonato Paraense w 1991. Karierę zakończył w Itumbiarze w 1993.

## Kariera reprezentacyjna
W reprezentacją Brazylii Roberto Cearense jedyny raz wystąpił 26 sierpnia 1981 w zremisowanym 0-0 towarzyskim meczu z reprezentacją Chile. 23 września 1981 w wygranym 6-0 towarzyskim nieoficjalnym meczu z reprezentacją Irlandii, Roberto Cearense zdobył jedyną swoją bramkę w reprezentacji.